# McRae (rivière)
Pour les articles homonymes, voir McRae.
La rivière McRae  (en anglais : McRae River) est un cours d’eau de la région de Marlborough, dans l’Île du Sud de la Nouvelle-Zélande.

## Géographie
Elle s’écoule vers le nord à partir de sa source située dans la chaîne interne de Kaikoura (en), pour rejoindre le fleuve Awatere à 40 km au sud-ouest de la ville de Seddon.
(en) Land Information New Zealand, « détail emplacement: McRae (rivière) », sur New Zealand Gazetteer